# Meso-Amerikaanse literatuur
De Meso-Amerikaanse literatuur voert terug naar de oudst teruggevonden vormen van schrijven in de Meso-Amerikaanse regio. Deze is gedateerd op 500 v.Chr.. Veel van de precolumbiaanse culturen van Meso-Amerika staan bekend als geletterde samenlevingen, welke een aantal Meso-Amerikaanse schriften hebben gemaakt. Meso-Amerikaanse schriftsystemen komen voort uit andere schriften in de wereld, en hun ontwikkeling vertegenwoordigt een van de erg schaarse oorsprongen in de geschiedenis van het schrift.

## Precolumbiaanse literatuur
Er zijn vier onderwerpen in de Meso-Amerikaanse literatuur die kunnen worden onderscheiden:
- Religie, tijd en astronomie: Meso-Amerikaanse beschavingen deelden hun interesse in het bijhouden van de tijd. Dit deden zij door observatie van hemellichamen en ze voerden religieuze rituelen uit, om hun verschillende tijdperken te vieren. Het is dan ook geen verrassing dat een groot gedeelte van de Meso-Amerikaanse literatuur - die door de eeuwen heen bij ons terecht is gekomen - over dit onderwerp gaat. Voornamelijk de echte precolumbiaanse literatuur, zoals de Mayaanse en Azteekse codices, behandelt de kalendrische en astronomische informatie, alsook het beschrijven van de rituelen die waren verbonden met de tijd.
- Geschiedenis, krachten en erfenissen: Een ander groot deel van de precolumbiaanse literatuur is in uitgehouwen delen van bouwwerken gevonden, zoals stelae, altaren en tempels. Deze soort van literatuur documenteert in het bijzonder kracht en erfenis, gedenkwaardige overwinningen, bestijging van de troon en huwelijken tussen koninklijke families.
- Mythische en fictieve genres. Deze komen voornamelijk voor in de versies uit de tijd vóór de verovering. Ze zijn meestal gebaseerd op mondelinge of pictografische overleveringen, en omdat de mythische en verhalende literatuur van Meso-Amerika zeer uitgebreid is, kunnen wij alleen gissen naar hoeveel er verloren is gegaan.

- Alledaags leven: Enkele teksten verhalen over het leven van alledag uit die tijd. Dit wordt gedaan door beschrijvingen over voorwerpen en hun eigenaren, muurtekeningen en inscripties, maar deze maken slechts een deel uit van de (tot nu toe bekende) literatuur.

## Inscripties
De monumentale inscripties die zijn aangetroffen in de vorm van Mayaanse hiërogliefen, waren vaak historische archieven van de stadstaten. Er zijn enkele bekende voorbeelden:
- De Trap van Copán geeft een beeld van de geschiedenis van Copán door meer dan 7000 hiërogliefen op zijn 62 traptreden.
- De inscripties van Naj Tunich verhalen over de aankomst van edele pelgrims in een heilige grot.
- De inscripties op de tombe van Pacal, de bekende vorst van Palenque.
- De vele stelae van Yaxchilán, Quiriquá, Copán, Tikal en Palenque.

## Codices

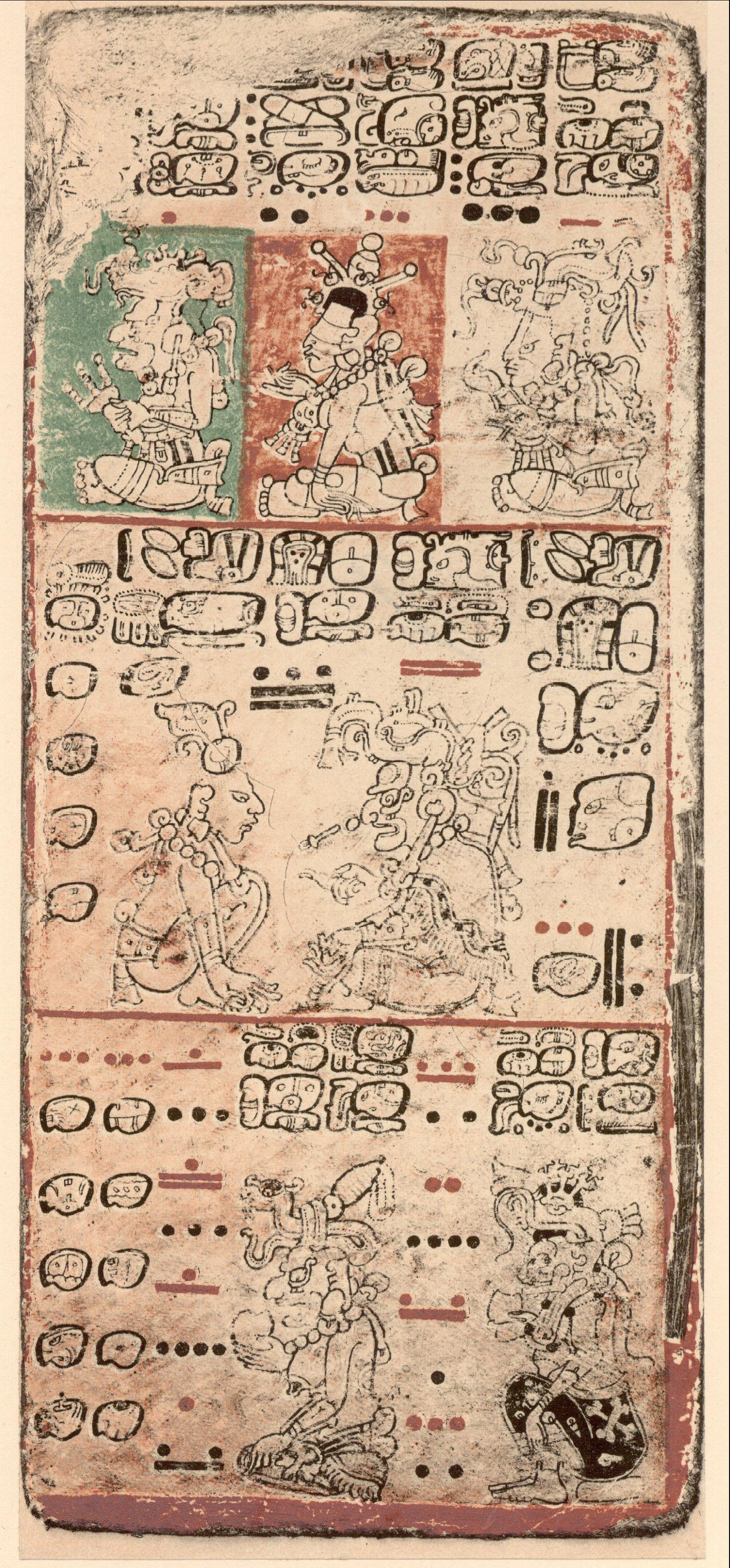
Een pagina uit de precolumbiaanse Mayaanse Dresden Codex

### Mixteekse codices
- Codex Bodley
- Codex Colombino-Becker
- Codex Nuttall
- Codex Selden
- Codex Vindobonensis

### Azteekse codices
- Codex Mendoza
- Codex Borbonicus
- Codex Borgia

### Mayaanse codices
- Parijs-codex
- Madrid Codex
- Dresden Codex

### Overige codices
- Codex Cospi
- Codex Grolier
- Codex Magliabechano
- Codex Vaticanus B